# Culex pipiens
Culex pipiens és una espècie de dípter nematòcer de la família dels culícids que a vegades és un vector d'alguns virus, com el de l'encefalitis japonesa, el virus del Nil occidental, meningitis i urticària. Als EUA i arreu d'Europa, a l'Emília-Romanya (Itàlia) s'ha demostrat que pot ser un vector eficaç del virus Usutu.

## Noms comuns
Culex pipiens té diversos noms comuns: rantell, rantella, randell i randella, moscard, cuïc, cuït, mosquit comú, mosquit domèstic comú, cúlex i mosquit cúlex. Segons el diccionari Alcover-Moll, 'mosquit' és un castellanisme antic (apareix en textos del segle xiv); ho demostra el fet que sant Vicent Ferrer l'anomeni mosquito, directament amb el mot castellà.

## Distribució

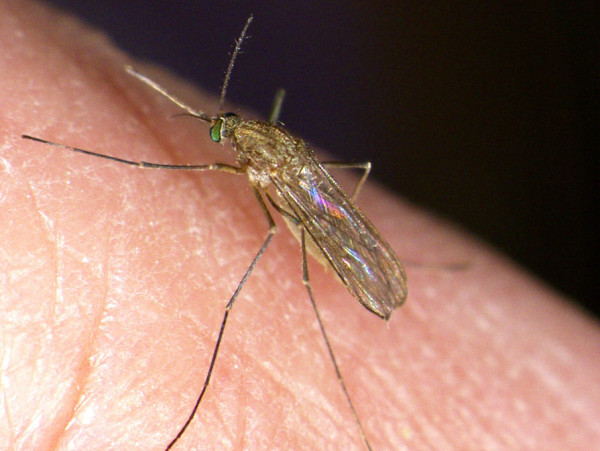
Culex pipiens pipiens alimentant-se d'amfitrió humà.

Es distribueix pràcticament arreu d'Europa i l'Orient Pròxim i Amèrica del Nord. Ha estat descrit als següents estats: Alemanya, Aràbia Saudita, Argentina, Àustria, Bòsnia i Hercegovina, Bulgària, Canadà, Corea del Sud, Croàcia, Egipte, Eslovàquia, Espanya, els Estats Units, França, Grècia, Hongria, l'Iran, Irlanda, Israel, Itàlia, Japó, Jordània, Letònia, Líban, Lituània, Luxemburg, Marroc, el Pakistan, Polònia, Portugal, el Regne Unit, República Txeca, Montenegro, els Països Baixos, Romania, Rússia, Sèrbia, Suècia, Tadjikistan, Tunísia, Turquia, l'Uruguai i Xipre.[referència incompleta]

## Història natural
Mascles i femelles s'alimenten de diverses fonts de sucres, com nèctar, mel de melada i sucs de fruites. Només les femelles s'alimenten de sang, preferentment per a afavorir la posta, un cop han copulat. La sang proporciona les proteïnes essencials per al desenvolupament dels ous. El principals tipus d'hoste dels que s'alimenta de sang són ocells, però també ho fan dels humans i altres mamífers.
Culex pipiens pot fer de vector de moltes malalties transmeses als hostes quan el mosquit els pica. S'ha descrit que la infecció deliberada amb Wolbachia, pot suprimir la seva reproducció inserint gens que restringeix la seva capacitat reproductiva. També s'ha mostrat efectiu en l'espècie Aedes albopictus, conegut popularment com a mosquit tigre.